# Liphistius malayanus
Liphistius malayanus är en spindelart som beskrevs av H. C. Abraham 1923. Liphistius malayanus ingår i släktet Liphistius och familjen ledspindlar. Utöver nominatformen finns också underarten L. m. cameroni.